# الکساندرو کوئدن
الکساندرو کوئدن (انگلیسی: Alexandru Cuedan؛ ۲۶ سپتامبر ۱۹۱۰ – ۱ ژوئیه ۱۹۷۶) یک بازیکن فوتبال اهل رومانی بود.
وی همچنین در تیم ملی فوتبال رومانی بازی کرده است.